# Tarjáni Ferenc (kürtművész, 1938–2017)
Tarjáni Ferenc (Dorog, 1938. szeptember 11. – 2017. december 27.) Liszt Ferenc-díjas kürtművész, egyetemi tanár.

## Életútja
Hegedűn kezdett tanulni, de egy csuklótörés miatt hangszert kellett váltania és kürtösként folytatta. 1954 és 1961 között a Zeneművészeti Szakiskolában Ónozó János tanítványa volt. 1957-től a Postás Szimfonikus Zenekar, 1958-tól a Magyar Rádió és Televízió Szimfonikus Zenekarának első kürtöse, szólamvezetője volt. 1962-ben Genfben, 1964-ben Münchenben, 1966-ban Budapesten nyert nemzetközi versenyt. A Magyar Fúvósötös, a Budapesti Kamara együttes alapító tagja, a Tarjáni Kürtkvartett alapítója volt. 1975-től a Zeneművészeti Főiskola tanára, docense, majd 1991-től egyetemi tanára volt.

## Díjai, elismerései
- Liszt Ferenc-díj (1965, 1967)
- Érdemes művész (1975)
- Kiváló művész (1980)
- Bartók Béla–Pásztory Ditta-díj (2004)